# Fundacja Joanny Radziwiłł Opiekuńcze Skrzydła
Fundacja Joanny Radziwiłł Opiekuńcze Skrzydła to Organizacja Pożytku Publicznego, która została powołana 3 sierpnia 2016 roku przez Joannę Radziwiłł i Magdalenę Kryńską.

## Działalność
Fundacja wspiera dzieci i młodzież, które z powodów społecznych i finansowych nie mogą liczyć na wystarczające wsparcie swoich opiekunów. Organizacja przeciwdziała wykluczeniu społecznemu dzieci oraz wyrównuje ich szanse w prowadzonych przez siebie dziennych domach w Warszawie oraz Kamionce w woj. lubelskim, tworzonych na wzór domu rodzinnego.
Dla podopiecznych dzieci Fundacja organizuje codzienne dożywianie (domowy obiad i podwieczorek), warsztaty kształtujące umiejętności społeczne, zajęcia edukacyjne i reedukacyjne w tym m.in. zajęcia logopedyczne, naukę pisania i czytania, naukę języka angielskiego, warsztaty Arteterapeutyczne, wsparcie psychologiczne, warsztaty muzyczne, kulinarne, sportowe, wyjazdy krajoznawcze oraz wakacje letnie i zimowe.
Inspiruje dzieci oraz rozwija ich indywidualne zdolności oraz pasje.

### Praca z Dziećmi i Młodzieżą
Praca z dziećmi i młodzieżą ma regularny charakter, każde z dzieci spędza z Fundacją ponad 32 godzin tygodniowo, co daje 130 godzin miesięcznie oraz około 1560 godzin rocznie wspólnie przepracowanego czasu z każdym dzieckiem nie wliczając w to wspólnych wakacji i wyjazdów. Dzieci pozostają pod opieką Fundacji średnio 5–7 lat, niektóre nawet po kilkanaście lat. Fundacyjny model pracy z dziećmi zakłada regularny, intensywny, długoletni proces ukierunkowany na jakościową zmianę świadomości oraz życia swoich podopiecznych.

## Nagrody i Wyróżnienia
Nagrody i wyróżnienia otrzymane za działania na rzecz dzieci i młodzieży:
- Nagroda im. Aliny Margolis Edelman, Fundacja Dajemy Dzieciom Siłę
- Wyróżnienie Fundacji POLCUL im. Jerzego Bonieckiego,
- Nagroda Warszawskiego Towarzystwa Lekarskiego,
- Nagroda Burmistrza Praga-Południe,
- Order Uśmiechu